# Sistema político
Un sistema político es la plasmación organizativa de un conjunto de interacciones que son estables a través de las cuales se ejerce la política en un contexto limitado por el Estado de Derecho. Este sistema está formado por agentes, instituciones, organizaciones, comportamientos, creencias, normas, actitudes, ideales, valores y sus respectivas interacciones, que mantienen o modifican el orden del que resulta una determinada distribución de utilidades, conllevando a distintos procesos de decisión de los factores, que modifican la utilización del poder por parte de lo político a fin de obtener el objetivo deseado. Trata de satisfacer las necesidades de la población.

## Conceptualizaciones
Principales definiciones del concepto de sistema político expuestas cronológicamente.

### Definición de David Easton
El politólogo canadiense David Easton quería convertir la política en una ciencia elaborando modelos abstractos que describieran las regularidades de los patrones y procesos en la vida política en general a través de la teoría de sistemas creando un enfoque de estudio de la política como ente biopolítico. El resultado de su trabajo se convierte en la primera definición del concepto efectivamente independiente del análisis jurídico y constitucional dominante antes de los años cincuenta en concordancia con la teoría organicista:

Un sistema político es un conjunto de interacciones políticas. Lo que distingue las interacciones políticas del resto de interacciones sociales es que se orientan hacia la asignación autoritaria de valores a una sociedad.
David Easton,  The Political System, 1969.

Modelo de Easton

Así, tomando un país como muestra de estudio, este se configura como un sistema complejo, dentro del cual los elementos que lo integran, considerados como grupos o como individuos, interactúan de manera muy intensa en función de ciertas pautas de comportamiento. De esta forma, para Easton, lo que define a un sistema político es su función de distribuir valores que la sociedad considera útiles como el dinero, la educación, el poder, etcétera. Dichas interacciones operan mediante flujos entre entradas y salidas (inputs y outputs) a través de un cambio dinámico que se retroalimenta (feedback). Las entradas son las demandas y apoyos que el sistema recibe de los intereses de la sociedad. Estas entradas se trasladan del ambiente social al sistema político responsable de la agregación y articulación de esas demandas, funciones que cumple la caja negra (black box), formada por aquellos que ocupan determinados roles, sean individuos o grupos, los cuales son capaces de orientar los contenidos del proceso político; que actúan como filtro del sistema, a través de mecanismos de reducción y selección de demandas. Los outputs son la respuesta del sistema a aquellas demandas, las decisiones y acciones que se toman tras el proceso de decisión; que cuando interactúan con el entorno, generan nuevas demandas y apoyos, por lo que el proceso vuelve a comenzar. Este modelo se ha denominado circuito de retroalimentación, o de autorreproducción, o de autoperpetuación (feedback loop) y permite a las autoridades sondear el estado del sistema y corregir errores y perturbaciones.[cita requerida]
Su modelo principal estaba dirigido por una visión organicista de la política, como si ésta fuera un ser vivo. Su teoría es una declaración de lo que hace que los sistemas políticos se adapten, sobrevivan, se reproduzcan y sobre todo que cambien. De esta forma, con el apoyo de la teoría cibernética Easton crea un modelo de circuito cerrado cuyo interior funciona e interactúa, unidad básica del análisis, construyéndolo mediante abstracción; y denominándolo sistema político. Este concentra distintos elementos entre los que define:
- Comunidad política: grupo de personas vinculadas por una división política del trabajo.
- Régimen político: conjunto de condicionamientos que tienen las interacciones políticas, que se compone por:
  - Valores: principios orientadores de la acción, objetivos a alcanzar.
  - normas: elementos que explicitan que procedimientos son aceptables en la transformación y distribución de las demandas.
  - Estructuras de autoridad: modelos formales e informales con los que el poder es organizado y distribuido.
- Autoridad: característica común que poseen aquellos que ocupan roles activos en la política que llevan a cabo la gestión política de un sistema: poder legitimado.

A Easton le interesa especialmente la interacción que presenta el sistema con lo que conceptualiza como medio ambiente social. Este medio ambiente queda conformado por distintos niveles:
| Medio ambiente    | Medio ambiente                       | Medio ambiente                      |
| ----------------- | ------------------------------------ | ----------------------------------- |
| Nivel intrasocial | Nivel intrasocial                    | Nivel extrasocial                   |
| Nivel social      | Nivel no social o de sociedad global | Nivel exterior a la sociedad global |
| Nivel económico   | Nivel ecológico                      | Nivel económico internacional       |
| Nivel cultural    | Nivel biológico                      | Nivel político internacional        |
| Nivel social      |                                      |                                     |
| Nivel psicológico |                                      |                                     |
| Nivel religioso   |                                      |                                     |

El ambiente total, por tanto, puede dividirse en niveles partes: el ambiente intrasocial y el extrasocial. El primero se refiere a todos aquellos sistemas que pertenecen a la misma sociedad que el sistema político. Son segmentos funcionales de la sociedad. En cambio la parte extrasocial está formada por los sistemas que están fuera de la sociedad dada, es decir, la sociedad global. Y es que Easton afirma que sistema político se rodea de otros ambientes, contemplándose como un sistema abierto también, ya que es influido e influye a los otros ambientes.
Easton interrelaciona el sistema político con su entorno socioeconómico y cultural a través de demandas y apoyos. Las primeras reflejan las insatisfacciones que genera el sistema, lo que exige cambios en la distribución de los valores societarios escasos. Los apoyos permiten buscar soluciones a las demandas que posibiliten su estabilidad. De esta forma evalúa al sistema político en su dinámica y no en su estática, considerando la existencia de una permanente crisis e inestabilidad que en agudos momentos de conflicto y conmociones pueden conducir a un cambio del sistema. Considera pues positivamente tanto a la estabilidad como el cambio, porque este, en un momento determinado es el que puede favorecer la retroalimentación del sistema político. De esta forma, el hecho de que algunos sistemas sobrevivan es porque generan una capacidad de respuesta a las perturbaciones que se vincula con su capacidad de adaptación a las mismas, permitiendo su supervivencia. Si el sistema sobrevive se denomina sistema político estable; si, por el contrario, quiebra se denomina sistema político disfuncional.
Para Easton el objetivo final de cualquier sistema político es alcanzar su persistencia, es decir la capacidad de preservarse y sobrevivir en medio de un ambiente que le genera tensiones de manera constante. No entiende este concepto como mera estabilidad o mantenimiento del  statu quo, sino la capacidad de adaptarse y evolucionar con el ambiente ("persistencia con cambio y a través del cambio").
Esta definición de sistema político  ha sido criticada argumentando que, en el afán del autor de crear concepto de sistema político aplicable a cualquier forma de organización social en cualquier momento histórico y en todo espacio geográfico, este ha quedado difuso e indeterminado. En búsqueda de una mayor precisión elabora los conceptos de sistema parapolítico o también llamado sistema político interno. Al reconocer la existencia de sistemas parapolíticos, acepta que la evidencia de que la política ocurre en todas partes en donde se desarrolla un poder que busca lograr un objetivo. Por otro lado, su continua dirección hacia la estabilidad y el aislamiento al que somete al sistema fracasa a la hora de explicar rupturas o conflicto y rechaza cualquier accidente o input exterior que pueda distorsionar el sistema. Destaca también que su modelo de competencia y ajuste frente los cambios a los que se ve sometido el sistema no considera modelos estables a dichos cambios por la escasez de competición política (totalitarismos y distopías). Pese a no ser falseable, esta teoría influyó notablemente en la traducción pluralista en ciencia política hasta finales de los años sesenta donde destacan Harold Lasswell y Robert Dahl.

### Definición de Jean William Lapierre
Jean William Lapierre realiza una definición a partir del trabajo de Easton pero tratando de menguar su generalidad:

Un sistema político es un conjunto de procesos de decisión que conciernen la totalidad de una sociedad global
Jean William Lapierre, L’analyse des systèmes, 1976.

En este concepto hay implícita la distinción entre dos grandes categorías de decisiones: las relativas a la coordinación o regulación de las relaciones entre los grupos particulares, y las correspondientes a las acciones colectivas que comprometen o movilizan a la totalidad de la sociedad global, siendo las segundas la que configuran el sistema político. Sin embargo, esta afirmación ha sido criticada por parecer un objetivo prescriptivo más que una descripción de la realidad ya que existen decisiones que llamamos colectivas, y por tanto forman parte del sistema político, no afectan ni involucran a toda la sociedad global.

### Definición de Gabriel Almond
Gabriel Almond elucubró una definición propia del sistema político acorde con la teoría funcionalista:

Un sistema político es un sistema de interacciones, existente en todas las sociedades independientes, que realiza las funciones de integración y adaptación, tanto al interior de la sociedad como en relación con las otras, mediante el uso o la amenaza del uso de la violencia física más o menos legítima
Gabriel Almond, A functional approach to comparative politics, 1976.

- Socialización y reclutamiento político: Formación de unas determinadas actitudes, valores y creencias para la posterior incorporación de los sujetos al sistema.
- Comunicación política: Aplicación de los mismos reflejando el proceso de retroalimentación, de tal forma que el poder legitimado o no se relaciona con el objetivo.

Las principales críticas a esta definición argumentan la falta de concreción sobre la consideración de una sociedad como sociedad independiente, la limitación dentro del logro del objetivo de las vías de la violencia como sistema y que su trabajo responde a un esquema de conceptos en lugar una teoría sobre los sistemas políticos de naturaleza explicativa.

### Definición de Karl Deutsch
Karl Deutsch se basó en la teoría cibernética en consonancia con la mecanicista para construir un modelo de sistema político visto como si se tratara de un sistema de comunicación en el que el actor que busca obtener el poder ejecutivo es considerado un centro de toma de decisiones. Para ello retoma las ideas de Easton y plantea la idea de un sistema político como un conjunto capaz de autodirigirse a partir de la información que recibe del medio ambiente con el cual interactúa mediante flujos.
Este modelo simplificado consiste en un diagrama que representa el flujo que parte de unos receptores que captan, seleccionan y procesan la información interna y externa. Las decisiones en el sistema se toman con base a estas informaciones, relacionadas con la memoria y los valores del sistema, simplificación de elementos que forman el sistema, y se traducen en unos determinados resultados o consecuencias que realimentan de nuevo el flujo de información.
Los conceptos fundamentales de este enfoque según su autor son la carga, capacidad de carga, demora, delantera y ganancia. Estos permiten la medición de los flujos y la construcción de indicadores de actuación del sistema.
- La carga es el total de información que es tomada en un momento dado.
- La capacidad de carga es definida como una función del número y clase de los canales de disponibles.
- La delantera es la capacidad del sistema para reaccionar anticipadamente con base a previsiones de consecuencias futuras.
- La demora es una medida de la tardanza en informar y actuar sobre información referida a las consecuencias de las decisiones tomadas.
- La ganancia es la extensión de la respuesta del sistema a la información que recibe.

Este modelo ha sido duramente criticado por ser especialmente mecanicista, estático y conservador, argumentando la falta de idoneidad de la analogía realizada entre los procesos políticos realizados por humanos, bastante más complejos que los procesos de información de las máquinas, y estos últimos, y la expectación que realiza en torno a los procesos de flujo de información, dejando en un plano secundario los resultados de las decisiones políticas. De la misma forma, sobre sus indicadores se afirma que dejan de lado muchos aspectos sustantivos y cualitativos del proceso.

### Definición de Maurice Duverger
Maurice Duverger, jurista, politólogo y político francés del siglo XX, parte de la distinción existente entre los conceptos de institución política, régimen político y sistemas.

Un sistema político es el conjunto del sistema social estudiado en sus aspectos políticos
Maurice Duverger, Institutions politiques et droit constitutionnel (I. Les Grands Systèmes Politiques), París, 1955.

Para Duverger el sistema político es la entidad en el cual confluyen los actores políticos. Las instituciones políticas son, a su vez, las partes integrantes de un subsistema político que es lo que se denomina régimen político. Duverger considera el régimen político como un conjunto coordinado de las instituciones políticas. De esta forma, el sistema político además de analizar las instituciones políticas estudia también las relaciones entre ese régimen político y los demás elementos del sistema social, como los económicos, técnicos, culturales, ideológicos o históricos, entre otros.

### Definición de Samuel Phillips Huntington
Samuel Phillips Huntington fue un politólogo y profesor de Ciencias Políticas estadounidense de la Universidad de Harvard, del siglo XX.

Un sistema político es un conjunto formado por unas determinadas instituciones políticas, que tienen unas determinadas expresiones formales identificables en el régimen jurídico, en relación con un cierto nivel de participación que se manifiesta en conductas observables empíricamente y referidas al ejercicio del poder político por medio de las instituciones y los actos del gobierno.
Samuel Phillips Huntington, Political Order in Changing Societies ("El orden político en las sociedades en cambio") New Haven, 1968.

Según Huntington se podría definir el nivel de institucionalización de cualquier sistema político por la adaptabilidad, complejidad, autonomía y coherencia de sus organizaciones y procedimientos.

### Definición de David Ernest Apter
David Ernest Apter es un politólogo estadounidense y profesor emérito de Política comparativa y Desarrollo social de la Universidad de Yale. David parte de una definición  conductualista criticando el enfoque de sistemas afirmando que es demasiado aparatoso y alejado de la realidad, por lo que elabora una definición que trata de acercarse a la misma considerando pautas sociales y de conducta.

Un sistema político es una formación que resulta de la relación entre las normas de una sociedad y las pautas de autoridad prevalecientes.
David Ernest Apter, The Politics of Modernization ("Estudio de la modernización") Chicago, 1965.

Apter predijo que el futuro de la Ciencia política estaba más en el neoconductismo que en el neoinstitucionalismo. Esta predicción ha sido criticada afirmándose que parece que la Ciencia política no puede renunciar al estudio de las instituciones. Sin embargo, el análisis politológico ha incorporado una visión de sistema desde la ciencia del comportamiento, que le permite observar aquellos fenómenos que no son visibles desde el punto de vista estricto del Derecho público y el Derecho constitucional.

## Sistematizaciones
Al existir varias definiciones del concepto también existen diversas tipologías de sistemas políticos. Estas se construyen con fines esquemáticos o comparativos y presentan las mismas trabas que las que presentan la línea definitoria a la que pertenecen. La mayor dificultad se concentra en saber elaborar un modelo sinérgico entre la exacta generalidad teórica y la efectiva realidad empírica.

### Esquema de Samuel Phillips Huntington
El esquema elaborado por el politólogo estadounidense Samuel Phillips Huntington obedece al cruce de dos variables que el autor identifica como claves para explicar el desarrollo político: el nivel de institucionalización del poder y el de participación política en el proceso de decisión. Este razonamiento queda reflejado en su obra Political Order in Changing Societies («El orden político en las sociedades en cambio»).
Según su nivel de institucionalización los sistemas políticos se configuran con el poder ejercido a través de las leyes o a través de las personas. Por otro lado, la participación puede ser baja, estando restringida a un pequeño grupo de personas que concentran el poder legitimado (élite burocrática, aristócrata, adinerada, racional, demagoga...); puede ser media, cuando los grupos de las clases medias acceden a la política; o puede ser alta, cuando a estos dos tipos de grupos sociales se suman los sectores populares.
La relación entre ambas variables no pretende sólo crear esquemas de clasificación, sino que obedece a una hipótesis que pretende explicar la estabilidad del modelo. Esta hipótesis supone que existe una relación directamente proporcional entre la participación política y la institucionalización. A partir de ésta, Huntington deduce diferencias entre dos tipos básicos de sistemas políticos: los cívicos y los pretorianos.
Los sistemas políticos cívicos son los sistemas políticos que gozan de un nivel de institucionalización y adecuadamente proporcional al nivel de participación. Los sistemas políticos pretorianos son aquellos que poseen bajos niveles de desarrollo institucional y elevados niveles de participación, de tal forma que el pretorianismo es el resultado de un nivel de participación mayor que aquel que las instituciones pueden enfrentar. A partir de este modelo de dos variables Huntington identifica hasta seis tipos de sistemas políticos que configuran las características principales de varias formas de gobierno:
|                                                  |                   | Participación política | Participación política | Participación política   |
| ------------------------------------------------ | ----------------- | ---------------------- | ---------------------- | ------------------------ |
|                                                  |                   | Baja (tradicional)     | Media (transicional)   | Alta (moderna)           |
| Relación de institucionalización y participación | Alta (cívica)     | Sistema orgánico       | Sistema progresista    | Sistema de participación |
| Relación de institucionalización y participación | Baja (pretoriana) | Sistema oligárquico    | Sistema radical        | Sistema de masas         |

Este esquema muestra como el estudio de la política desde la perspectiva del comportamiento del sistema político da autonomía a la Politología. Así se ofrece una perspectiva para el estudio de los problemas de estabilidad, orden y cambio de los Estados y sociedades en desarrollo virtualmente imposible de llevar a cabo desde la perspectiva más tradicional del estudio de las formas de gobierno. De esta forma se produjo un importante cambio de perspectiva acerca de la relación entre modernización y estabilidad política al mostrar que no necesariamente una mayor participación política conduce a un sistema político desarrollado y sostenible.
Además, en dicha obra realiza otro esquema barajando otras dos variables: el alcance las instituciones y la fuerza de las instituciones. De esta forma considera la influencia en las mismas de características como el nivel y distribución de la riqueza, del nivel y distribución del medio rural y urbano, y del nivel de corrupción, entre otros factores, determinando otros cuatro tipos de sistemas políticos:
|                                       |      | Alcance de las instituciones estatales | Alcance de las instituciones estatales |
| ------------------------------------- | ---- | -------------------------------------- | -------------------------------------- |
|                                       |      | Alta                                   | Baja                                   |
| Fuerza de las instituciones estatales | Alta | Sistemas políticos estables            | Sistemas políticos débiles             |
| Fuerza de las instituciones estatales | Baja | Sistemas políticos fuertes             | Sistemas políticos inestables          |

La tipología de Huntington pone de relieve la importancia de analizar aspectos de comportamiento político con aspectos institucionales, pero sus conceptos a veces se alejan demasiado de las realidades institucionales de los países que estudia.

### Esquema de David Ernest Apter
El politólogo estadounidense David Ernest Apter conceptualiza los sistemas políticos conforme a dos variables: qué valores dictan las normas de una sociedad influyendo en el proceso de decisión y cómo se ejerce este poder legitimado o autoridad. En su modelo los valores pueden representarse como ideologías o  preceptos éticos o como metas sociales concretas; es decir, de modo instrumental o de manera consumatoria. La autoridad puede ser ejercida jerárquica o piramidalmente. Así, del cruce de las dos variables Apter se derivan cuatro tipos de sistemas:
|        |                        | Autoridad                | Autoridad                |
| ------ | ---------------------- | ------------------------ | ------------------------ |
|        |                        | Jerárquica               | Piramidal                |
| Normas | Valores consumatorios  | Sistemas de movilización | Sistemas teocrático      |
| Normas | Valores instrumentales | Sistemas burocráticos    | Sistemas de conciliación |

Los sistemas de movilización poseen una ideología política universalista que permite que las cuestiones de interés se pacten como cuestiones de valor. La forma de gobierno correspondiente a este sistema política son los totalitarismos que incluyen un líder carismático o profético que moviliza con una ideología proselitista. El sistema favorece el uso de técnicas como la demonización, la desinformación o el mesianismo. El líder ha de enfrentar el problema que Weber identificó como ritualización del liderazgo que conduce, a su vez, a la declinación de las creencias y la búsqueda del interés personal sobre el comunitario.
Los sistemas de conciliación son aquellos sistemas políticos en los que el proceso de decisión se produce con base en la búsqueda de una solución conciliadora para todos tomando especial importancia para la legitimación del poder los mecanismos de negociación, de los que depende el sistema. De esta forma se intenta influir en la decisión utilizando diversas técnicas para lograr que el resto de interlocutores se encuentre satisfecho con su decisión. Toma forma en modelos de toma de decisiones como el cubo de basura de March y Simon o el poder horizontal de Pfeffer.
Los sistemas burocráticos son aquellos sistemas políticos en los que el proceso de decisión se realiza atendiendo a que la legitimidad aparece en virtud de normas ya establecidas e institucionalizadas a través la tradición como proceso racional. Propenden a favorecer los reclamos de representación basados en el interés y los regulan de acuerdo a patrones institucionalizados y reconocidos. La forma de gobierno idónea por definición para este sistema es la burocracia.
Los sistemas teocráticos son aquellos sistemas políticos en los que el proceso de decisión se produce basándose en normas ya establecidas e institucionalizadas según creencias de índole religioso o meramente ideológico. La forma de gobierno más idónea por definición para este sistema es la teocracia.
Esta tipología en ocasiones resulta ser especialmente vaga, pero muestra el valor de tener en cuenta aspectos del funcionamiento del sistema, además de las instituciones; y puede servir de base para estudio de fenómenos políticos como el populismo.

### Esquema de Maurice Duverger
El jurista, politólogo y político francés Maurice Duverger analiza lo que él denomina como «los grandes sistemas políticos», que se corresponden con los sistemas políticos en auge durante momento histórico en el que escribió su obra, el siglo XX. Duverger realiza su tipología en función del sistema propicio para el resultado idealmente adaptativo de dos variables: el régimen político (democracia o dictadura) y el sistema económico (socialismo o capitalismo). De las combinaciones en las que estos regímenes pueden aparecer y desarrollarse dentro de un sistema se obtienen cuatro tipos de sistemas políticos:
|                      | Democracia            | Dictadura             |
| Economía Capitalista | Sistema liberal       | Dictadura capitalista |
| Economía Socialista  | Democracia socialista | Sistema totalitario   |

La tipología de Duverger está fuertemente influida por la situación histórica que analizó para construirla siendo su elaboración teórica menos desarrollada con respecto a las anteriores. Su valor está en que pone de manifiesto la importancia de tener en cuenta las instituciones efectivamente existentes a la hora de teorizar sobre los sistemas políticos.